# غويدو رييبروك
غويدو رييبروك مواليد 25 ديسمبر 1941 في بروج، هو دراج بلجيكي سابق في صنف سباق الدراجات على الطريق.

## سباقات أو مراحل فاز بها
- طواف فرنسا
- طواف إسبانيا
- طواف إيطاليا

## روابط خارجية
- غويدو رييبروك على موقع أرشيف الدراجات (الإنجليزية)
- غويدو رييبروك على موقع إحصائيات الدراجات الإحترافية (الإنجليزية)
- غويدو رييبروك على موقع CycleBase (الإنجليزية)